# 6000 (getal)
6000 (voluit zesduizend) is een natuurlijk getal, een even getal en volgt op 5999 en gaat vooraf aan 6001. 
6000 behoort tot de natuurlijke getallen en heeft 40 delers: 1, 2, 3, 4, 5, 6, 8, 10, 12, 15, 16, 20, 24, 25, 30, 40, 48, 50, 60, 75, 80, 100, 120, 125, 150, 200, 240, 250, 300, 375, 400, 500, 600, 750, 1000, 1200, 1500, 2000, 3000 en 6000.

## Trivia
- 6000 is de postcode van Charleroi.